# نهر بهافاني
نهر بهافاني (بالإنجليزية: Bhavani River)‏، هو نهر هندي يتدفق عبر ولايتي كيرالا وتاميل نادو الهنديتين. إنه رافد رئيسي لنهر كافيري.